# Johann Georg Stemmer
Johann Georg Stemmer (* 6. September 1764 in Poppelsdorf; †  7. Januar 1825 in Rellinghausen) war ein preußischer Landrat des Kreises Essen.

## Leben
Der unverheiratet gebliebene Katholik Johann Georg Stemmer war ein Sohn von Clemens August Stemmer und dessen Ehefrau Elisabeth, geborene Mandt, die aus einer alteingesessenen Bonner Familie stammte. Nach dem Besuch eines Bonner Gymnasiums von 1777 bis 1781 absolvierte er ein Studium an der Philosophisch- bzw. Rechtswissenschaftlichen Fakultät der Kurkölnischen Akademie Bonn. 1788 wurde er Advokat und im Januar 1802 zum Hof- bzw. Regierungsrat bei der Fürstlich Essenschen Regierung ernannt. Mit Patent vom 30. April 1805 fand Stemmer als Kriegs- und Domänenrat in Hamm Beschäftigung, wo er im April 1808 aus dem Dienst schied und nachfolgend ab 1809 Geschäftsführer einer Fabrik war. Ab November 1813 als Landrat des Essenschen Kreises tätig besetzte Stemmer mit Neuerrichtung des Kreises Essen am 23. April 1816 die Stellung des landrätlichen Kommissars bzw. ab dem 12. Januar 1817 des ersten Landrats. Am 15. Mai 1823 wurde er auf eigenes Gesuch vom 10. März 1823 pensioniert.